# Де Хан, Франс
Францискюс Вилхелмюс (Франс) де Хан (нидерл. Franciscus Wilhelmus "Frans" de Haan; 1 декабря 1897, Гиннекен эн Бавел — 19 марта 1974, Амстердам) — нидерландский футболист, игравший на позиции левого крайнего нападающего, выступал за амстердамский «Аякс».
В составе «Аякса» дебютировал в 1917 году — дважды выигрывал с командой чемпионат Нидерландов. После футбольной карьеры стал играть в гольф, был участником различных турниров в стране и за рубежом.
Отец баскетболиста Франса де Хана.

## Спортивная карьера
В июне 1917 года Франс де Хан стал членом футбольного клуба «Аякс». На тот момент он жил в центре Амстердама по адресу улица Остейнде дом 20. Инициаторами его приглашения в клуб были Ян де Натрис и Герард Зигелер. Франс стал играть за второй состав «Аякса», где также играли Андре Масен, Пит Принс и Фрек Герелс.
В основном составе дебютировал 4 ноября 1917 года в матче чемпионата Нидерландов против команды УВВ, сыграв на позиции левого крайнего нападающего. В первом тайме де Хан отметился забитым голом, а во второй половине игры сделал голевую передачу на Вима Гюпферта — дома на стадионе «Хет Хаутен» амстердамцы сыграли вничью со счётом 4:4. Издание «Het Sportblad» отмечало, что де Хан, заменивший в составе Ринуса Люкаса, значительно улучшил игру «Аякса» в нападении. В 20-м туре два гола Франса помогли в домашнем матче разгромить команду ХБС со счётом 10:0. В дебютном сезоне он сыграл 23 матча и забил 11 голов в чемпионате — «Аякс» занял первое место в восточной группе чемпионата и по итогам чемпионского турнира завоевал свой первый в истории титул чемпиона Нидерландов.
В сентябре 1918 года Франс был переведён во вторую команду «Аякса» и лишь в начале декабря вернулся в основной состав. Первый гол в чемпионате он забил 8 декабря в ворота «Блау-Вита». В 14 встречах чемпионата он забил 6 голов и помог команде выиграть второй подряд титул чемпиона страны. В сезоне 1919/20 он занимал в клубе должность второго казначея.
За четыре года де Хан принял участие в 57 матчах чемпионата и забил 24 гола. В своём последнем матче, который состоялся 10 октября 1920 года, Франс вышел на замену и забил победный гол в ворота клуба ХВВ. Он не смог доиграть матч до конца, поскольку появился на поле с недолеченной травмой колена. Предполагалось, что футболист вернётся в строй в 1921 году, но в итоге завершил карьеру в «Аяксе».
С 1925 года Франс стал играть в крикет в спортивном обществе ВВВ. Позже он выступал за Королевский британский спортивный клуб, где был капитаном команды, а затем стал гольфистом. Де Хан был членом Амстердамского гольф-клуба, он регулярно писал о гольфе в Het Parool и Maandblad Golf, и на протяжении нескольких лет был администратором Нидерландского гольф-комитета.

## Личная жизнь
Франс родился в декабре 1897 года в муниципалитете Гиннекен эн Бавел. Отец — Вилхелмюс Антониюс Йоханнес Петрюс де Хан, мать — Мария Франциска Зегвелд.
Работал маклером. Женился в возрасте тридцати шести лет — его избранницей стала Нелтье Алида Регтер, уроженка Амстердама. Их брак был зарегистрирован 29 февраля 1924 года в Амстердаме. В июле 1925 года у них родился сын Роберт Франс, а в январе 1927 года второй мальчик — Антони Рюдолф. В сентябре 1938 года в их семье появился третий сын — Франс Маттеус Кристиан, он стал баскетболистом, несколько раз выигрывал чемпионат страны и три раза был участником чемпионата Европы по баскетболу. Как и отец, Франс играл в гольф, в 1972 и 1973 годах выигрывал чемпионат Нидерландов по гольфу. 
Умер 19 марта 1974 года в Амстердаме в возрасте 76 лет. Его супруга умерла в июле 1988 года в возрасте 87 лет.

## Статистика по сезонам

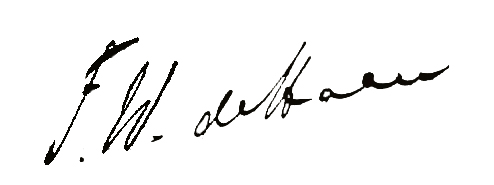
Автограф Франса де Хана.

| Клуб | Сезон   | Чемпионат Нидерландов | Чемпионат Нидерландов | Кубок Нидерландов | Кубок Нидерландов | Итого | Итого |
| Клуб | Сезон   | Игры                  | Голы                  | Игры              | Голы              | Игры  | Голы  |
| ---- | ------- | --------------------- | --------------------- | ----------------- | ----------------- | ----- | ----- |
| Аякс | 1917/18 | 23                    | 11                    | ?                 | ?                 | 23    | 11    |
| Аякс | 1918/19 | 14                    | 6                     |                   |                   | 14    | 6     |
| Аякс | 1919/20 | 19                    | 6                     |                   |                   | 19    | 6     |
| Аякс | 1920/21 | 1                     | 1                     | ?                 | ?                 | 1     | 1     |
| Аякс | Итого   | 57                    | 24                    | ?                 | ?                 | 57    | 24    |

## Достижения
«Аякс»
- Чемпион Нидерландов (2): 1917/18, 1918/19